# جک داناهیو (کارگردان)
جک داناهیو (انگلیسی: Jack Donohue؛ ۳ نوامبر ۱۹۰۸ – ۲۷ مارس ۱۹۸۴) یک هنرپیشه، تهیه‌کننده و فیلم‌نامه‌نویس اهل ایالات متحده آمریکا بود.
وی کارگردان فیلم‌هایی همچون نمای نزدیک و سالگرد مبارک و خداحافظ بوده است.